# Munari-Packung

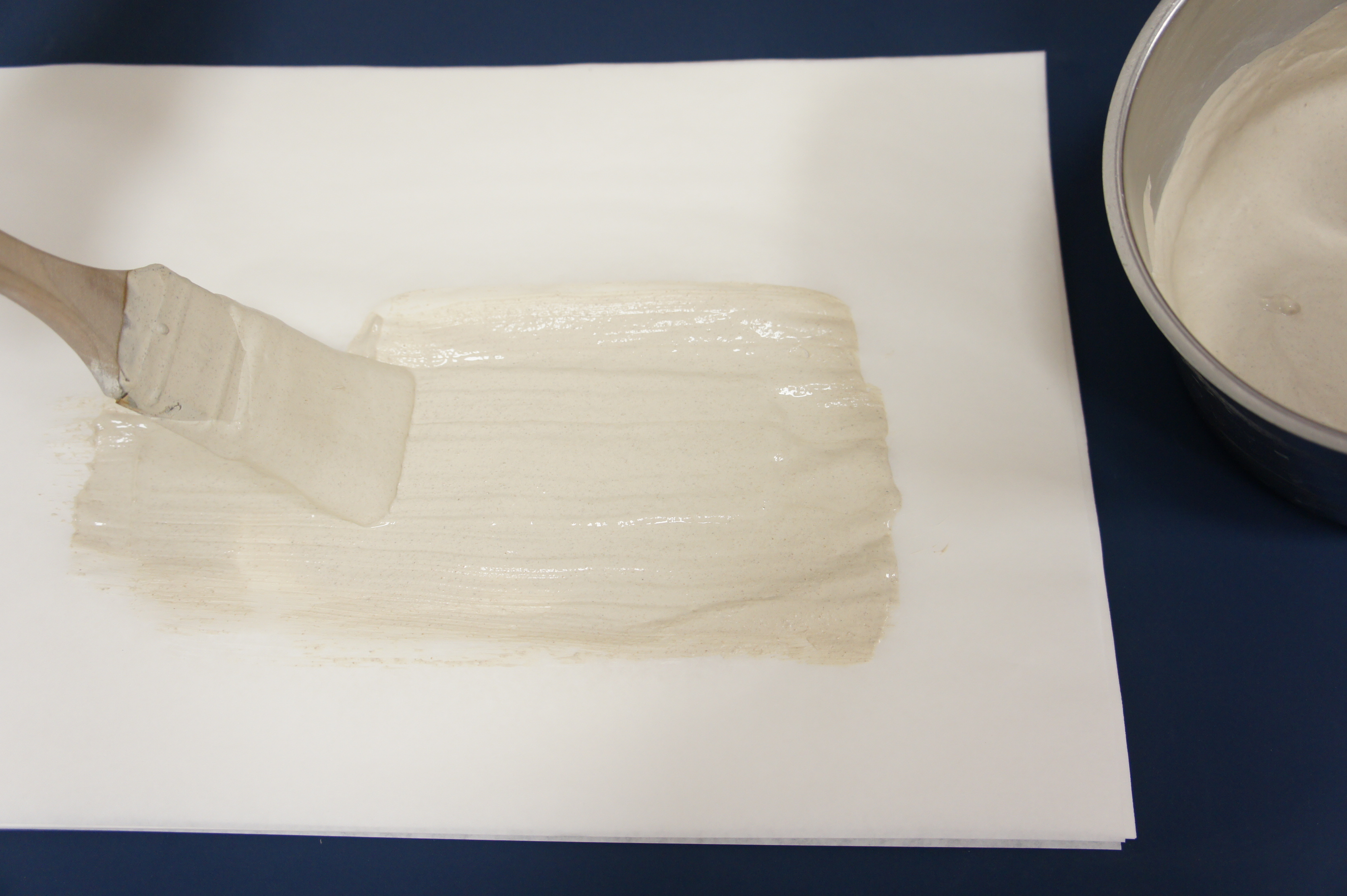
Munaribrei auf Fettpapier

Eine Munari-Packung (Munari, italienische Packung, italienische Schnellkur) ist ein Breiumschlag mit den Inhaltsstoffen Kaolin, Cayennepfeffer +/-Senföl und Wasser. Er wird als Thermotherapie bei Schmerzen und Verspannungen am Bewegungsapparat eingesetzt.

## Allgemeines
Munari-Anwendungen sind in Österreich und Italien verbreitet. In Österreich wird die Anwendung von Masseuren und Physiotherapeuten durchgeführt.

## Anwendung

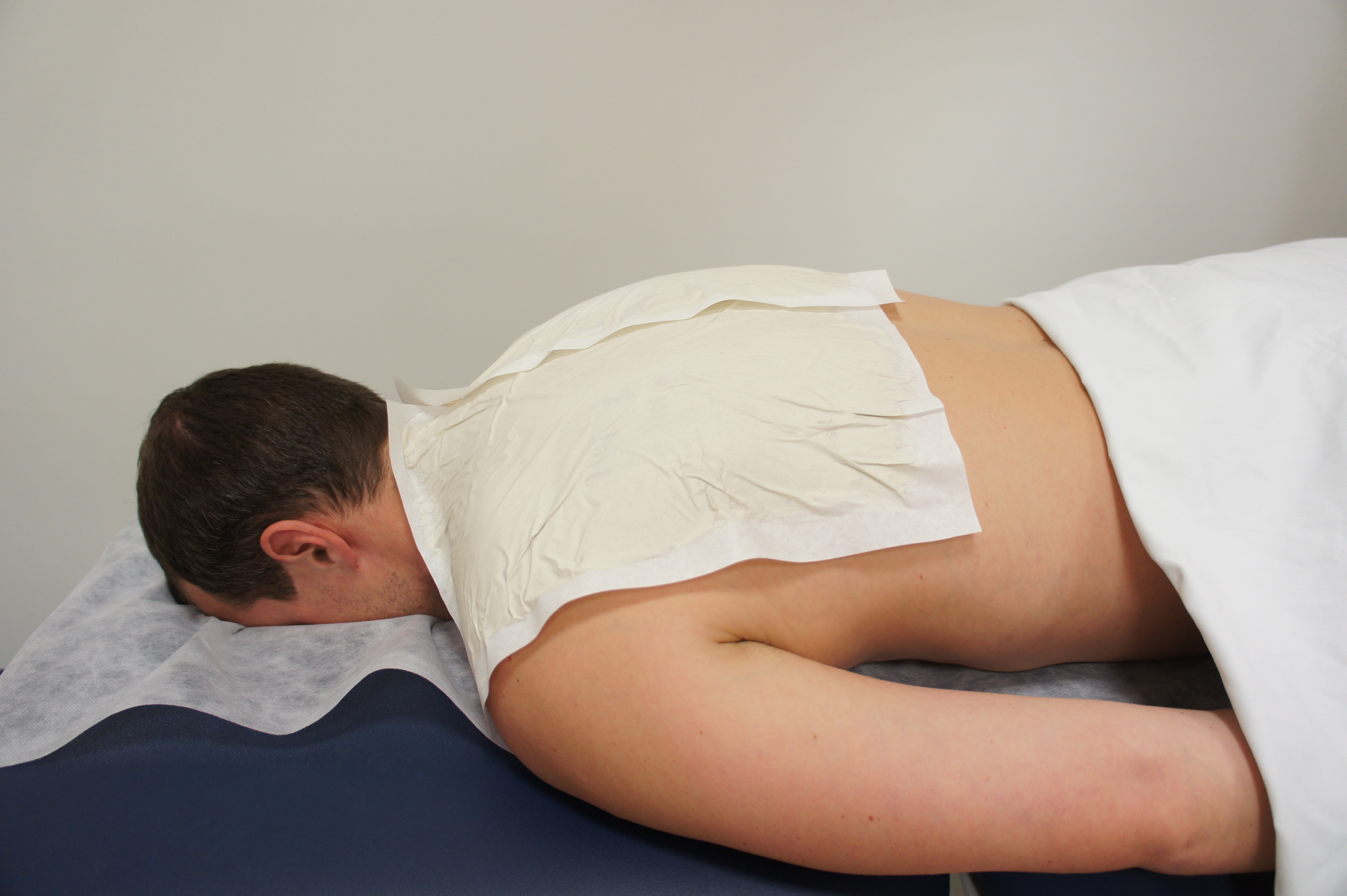
Munari-Packung im Bereich des Schultergürtels

Zur Vorbereitung werden die Zutaten Kaolin, Cayennepfeffer +/-Senföl mit kaltem Wasser zu einem homogenen Brei gemischt, vor der Anwendung auf ca. 50 °C erhitzt, dann als dünne Schicht (2–5 mm) auf ein Trägermaterial (meist Papier) aufgetragen und dem Patienten auf die zu behandelnde Körperregion aufgelegt. Anschließend wird der Körper in Leinentücher oder Wolldecken gehüllt. Die Anwendungsdauer einer Behandlung liegt zwischen 15 und 20 Minuten.
Aufgrund der Wirkungsweisen von Cayennepfeffer (Capsaicin) und Senföl kann Munari zur Schmerzbehandlung, bei Verspannungen, unspezifischem Kreuzschmerz und bei degenerativen Erkrankungen eingesetzt werden. Die Qualität der Studien dazu ist allerdings schlecht.

### Wirkung

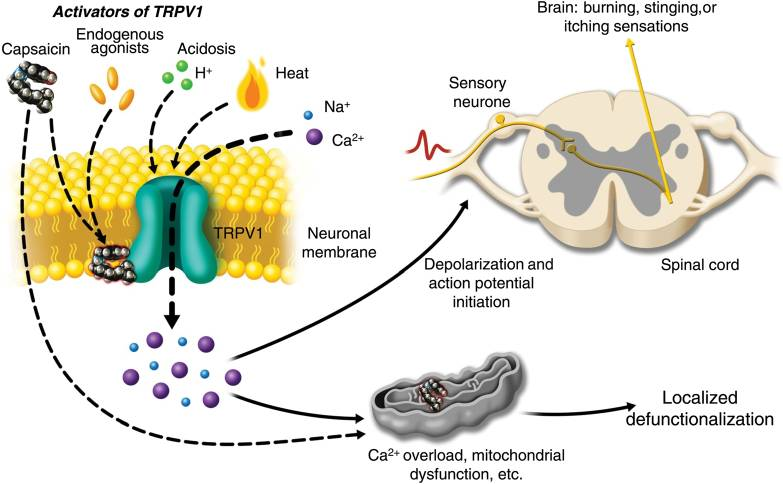
Aktivierung des TRPV1 Kanals durch Capsaicin

Munari-Packungen wirken wie Capsaicin-Pflaster. Die Hauptwirkstoffe sind die im Cayennepfeffer bis zu 1 % enthaltenen Capsaicinoide Capsaicin und Dihydrocapsaicin. Diese aktivieren den TRPV1-Kanal, was zu einer vermehrten Ausschüttung von Ca2+ führt; ein Nervenpotential wird ausgebildet. Dieser Vorgang wird dann als brennende, stechende oder juckende Empfindung wahrgenommen. Die längerfristige Anwendung von Capsaicin führt zu einer reversiblen Depletion des Neurotransmitters Substanz P, was eine schmerzstillende Wirkung auslöst, da Nozizeptoren desensibilisiert werden. Die Ausschüttung von Endorphinen (körpereigenen „Schmerzkillern“) wird angeregt. Die Reizung der Nervenenden unter der Haut führt auch zu einer vermehrten Durchblutung. Senföl ist in der Wirkung ähnlich wie Capsaicin.
Wiederholte Munari-Anwendungen mit Kaolin und Cayennepfeffer sind abgesehen von möglichen allergischen Reaktionen auf Inhaltsstoffe sicher und eventuell wirksam bei der Behandlung unspezifischer chronischer Kreuzschmerzen.

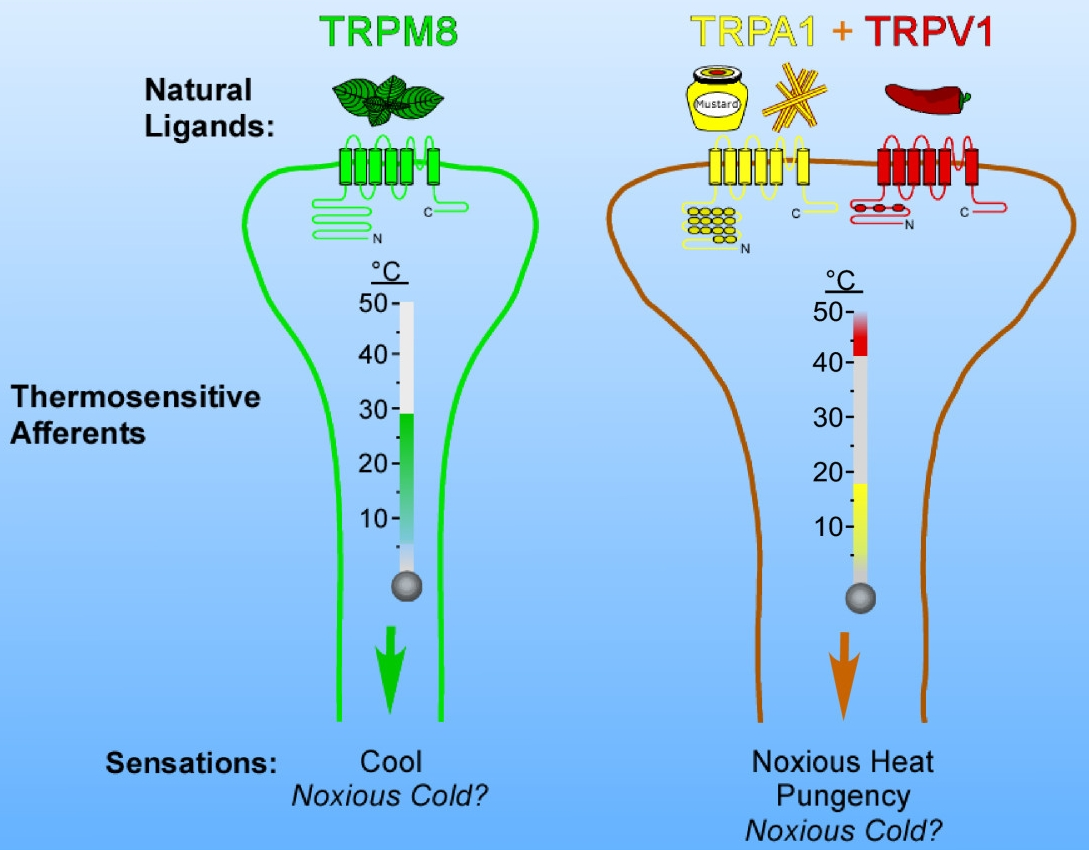
Kälte- und Hitzempfindliche Afferenzen basierend auf der Expression von TRPM8, TRPA1 und TRPV1